# 拉祖姆科夫中心
拉祖姆科夫中心，全称乌克兰经济和政治研究中心（乌克兰语：Український центр економічних і політичних досліджень імені Олександра Разумкова），是一个乌克兰非政府公共政策智库。
拉祖姆科夫中心在国内、经济、社会和外交政策、国家管理、能源、土地关系、国际和地区安全、国家安全和国防等方面进行研究。
在2004年波兰克里尼卡·兹德罗伊国际经济论坛上，拉祖姆科夫中心获得了“2004年中欧和东欧年度非政府组织”类别中的一个奖项。
2009年，《华盛顿邮报》将拉祖姆科夫中心称为“顶级研究机构”。
根据宾夕法尼亚大学劳德研究所发布的《2016年全球智库指数报告》，拉祖姆科夫中心的排名如下：
- 全球前150名智库团中的36名（去除美国）。

- 在全球175大智库中排名第55位（包括美国）。

- 在中欧和东欧前90名智库团中排名第五。

直到2000年，该智库被命名为乌克兰经济和政治研究中心。在前雇员奥列克桑德·拉祖姆科夫去世近一年后，其创始人决定将他的姓氏加入智库的名称中。